# 死亡之谜之双鱼玉佩
《死亡之谜之双鱼玉佩》（英語：The Mystery of Death）是中国大陆3D惊悚片，导演黄正杰，主演温兆伦、黄征、隋抒洋、余思潞。该片改编自穿越天堂的手网络小说《黑白配》。

## 剧情
心理医生何宁收到一个来历不明的包裹，里面装着一块神秘的双鱼玉佩，之後生活周遭陷入神秘事件包圍，妻子跳樓後卻無蹤影、女病患自殺、好友和同事各個行動詭異。

## 演出
- 温兆伦 出演 何宁
- 黄征 出演 凌志杰
- 思潞 出演 秦佳
- 隋抒洋 出演 王飞
- 杨心蕊 出演 李泽尚

## 參看
- 雙魚玉佩傳說